# Sanna-Leena Perunka
Sanna-Leena Perunka (Rovaniemi, 23 settembre 1976) è un'allenatrice di biathlon ed ex biatleta finlandese.

## Biografia

### Carriera sciistica
In Coppa del Mondo ottenne il primo risultato di rilievo l'11 marzo 1995 a Lahti (23ª) e l'unico podio il 15 dicembre 2002 a Pokljuka/Östersund (3ª).
In carriera prese parte a un'edizione dei Giochi olimpici invernali, Salt Lake City 2002 (24ª nella sprint, 20ª nell'inseguimento, 40ª nell'individuale, 12ª nella staffetta), e a nove dei Campionati mondiali, vincendo una medaglia.

### Carriera da allenatrice
Dopo il ritiro è diventata allenatrice dei biatleti nei quadri della nazionale finlandese.

## Palmarès

### Mondiali
- 1 medaglia:
  - 1 bronzo (staffetta[2] a Pokljuka/Hochfilzen 1998)

### Coppa del Mondo
- Miglior piazzamento in classifica generale: 15ª nel 2003
- 1 podio (individuale[1]), oltre a quello ottenuto in sede iridata e valido anche ai fini della Coppa del Mondo:
  - 1 terzo posto